# リノ・エアレース

アンリミテッドクラスのレース

リノ・エアレース (正式名称：Reno National Championship Air Races & Air Show) は、アメリカネバダ州北西部にあるリノにおいて毎年9月に開催されるエアレース。
1964年に始まった、エア・レースの中で最も長い歴史を誇る。レースの合間に民間航空ショーやアメリカ軍機のデモンストレーション飛行なども行われる。しかし2023年をもってエアレースは終了し、航空ショーのみの開催とする方針が空港当局より示された。

## 概要
レースは、リノ市街地から北西16km にあるリノ・ステッド空港 (Reno Stead Airport) を起点とし、地表に置かれたパイロンを目印にしたオーバルコースを周回して行われる。2017年現在、6つのクラスに分かれており、そのうち改造無制限のアンリミテッドクラスには第二次世界大戦期の戦闘機をチューンした改造機が参加している。シーフューリーなどのヨーロッパ製の機体も参加しているが、P-51マスタングやF8Fベアキャットなどアメリカを代表する機体が多く集まるため、特にアメリカ国内では高い人気を誇る。

## クラス
- 複葉機：レース距離5.12km。エンジン出力200馬力前後、最高速度370km/h強
- T-6：レース距離8.14km。1930～60年代のアメリカの練習機T-6テキサンを無改造で使用するワンメイクレース。最高速度370km/h強
- フォーミュラワン：レース距離5.02km。このクラスに参加する航空機はエンジンをコンチネンタル・モータース製のO-200（3.28L、100馬力）に統一する。最高速度400km/h強
- スポーツ：レース距離10.25km。5機以上生産された航空機キットと10.65Lのエンジンを使用。最高速度560km/h強
- ジェット：レース距離13.4km。指定された機種のジェット練習機を使用。最高速度790km/h以上。
- アンリミテッド（無制限）：レース距離13.65km。重量4,500lb（2,041kg）以上のレシプロ機であれば改造無制限。このクラスに参加する航空機は、一般的にP-51Dマスタング、ホーカー シーフューリー、グラマンF8Fベアキャットを改造したもの。エンジン出力は4000馬力にも及び、最高速度は785km/hを越える。

## 事故
2011年9月16日、アンリミテッドクラスに参加していたP-51改造機「ギャロッピング・ゴースト」が観客席に墜落する事故が起き、パイロットを含む11人が死亡した。
この事故により同年のレースは中止された。

## ギャラリー

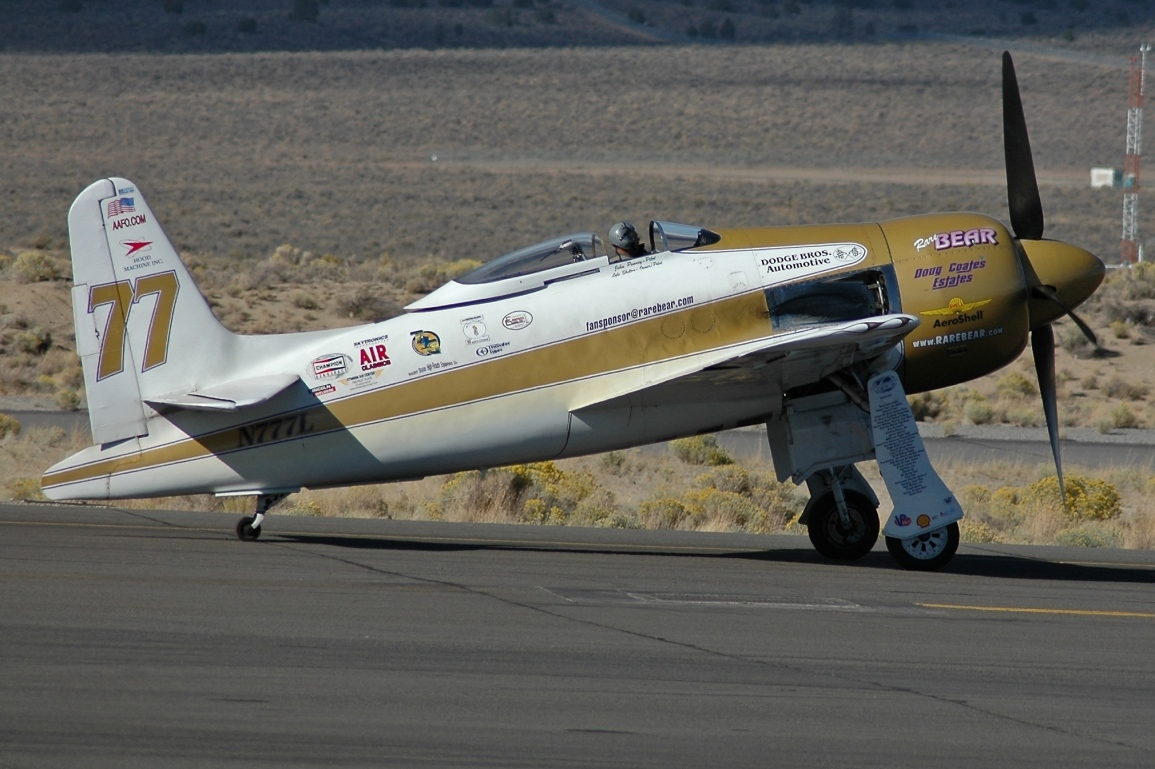
F8F 改造の"レア・ベア"
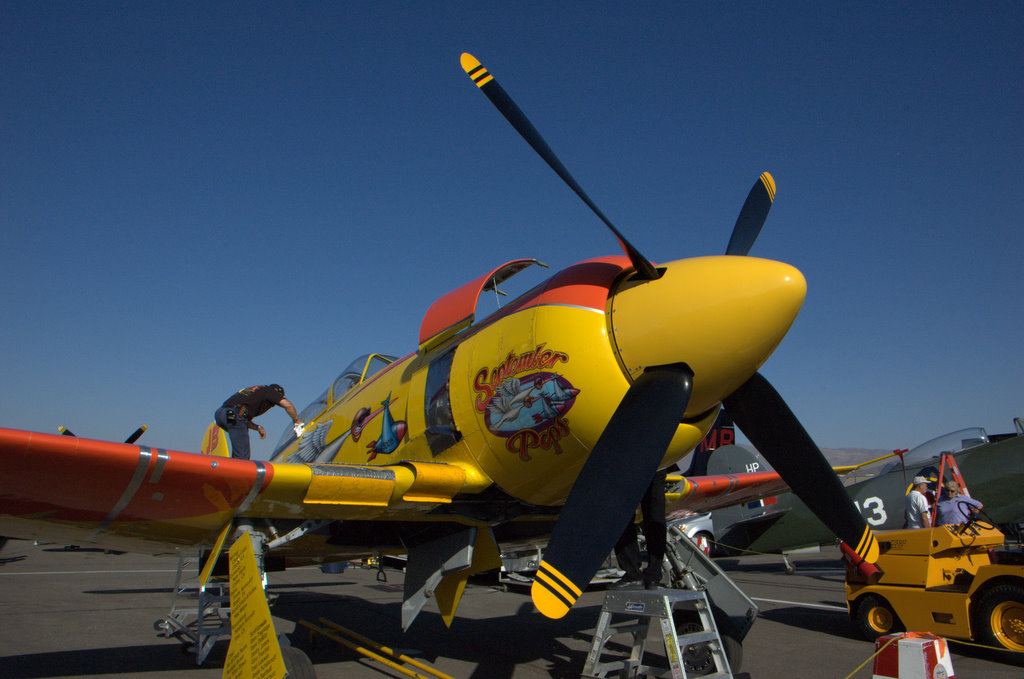
ホーカー シーフューリー改造の"セプテンバー・ポップス"
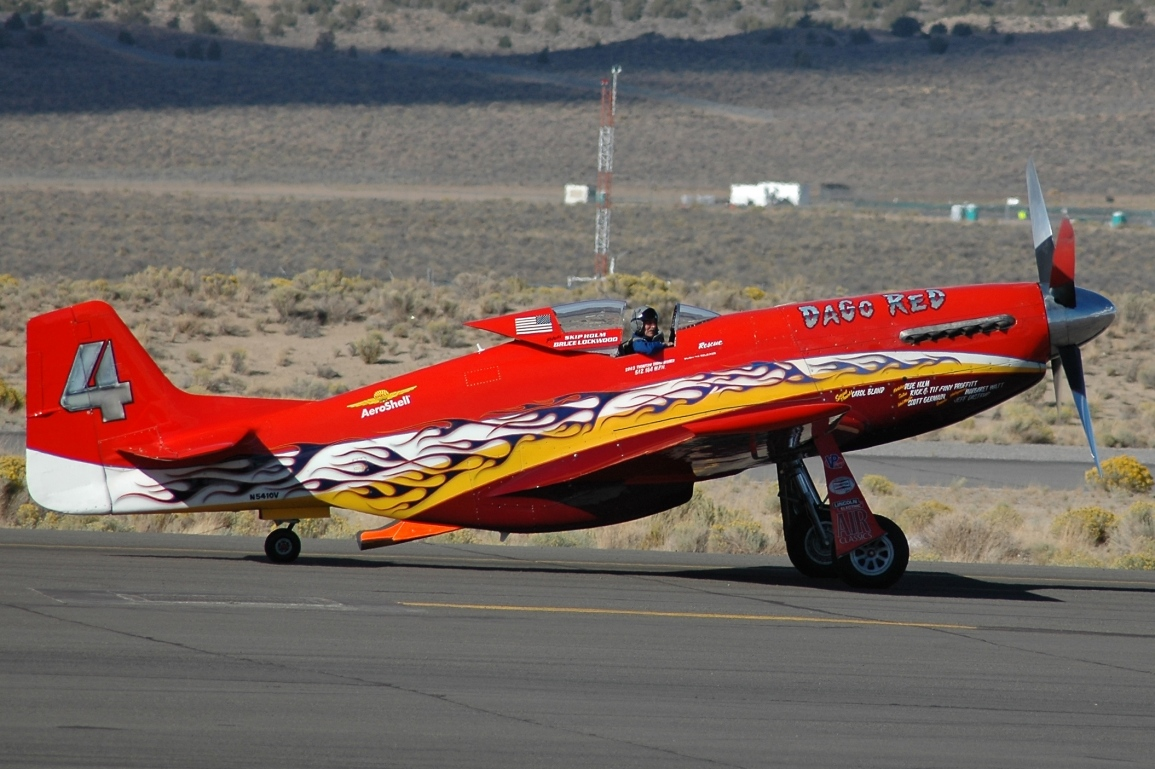
P-51D改造の"ダゴ・レッド"